# Oláh Zsuzsa (színművész)
Oláh Zsuzsa (Debrecen, 1960. június 19. –) Jászai Mari-díjas magyar színésznő.

## Élete
A Kossuth Lajos Gimnáziumban érettségizett. 1982-ben végzett a Színház- és Filmművészeti Főiskolán. 1982–1988 között a Pécsi Nemzeti Színház, 1988–1989-ben az egri Gárdonyi Géza Színház, majd 1989–1993 között ismét a Pécsi Nemzeti Színház tagja. 1993-tól a debreceni Csokonai Színház színésznője.
Édesapja Oláh György táncos-komikus, színész. Fia, Novkov Máté, szintén színész, az Örkény Színház tagja. Férje Zivojin Novkov szerb balettkoreográfus volt.

## Film- és tévészerepei
- A Király (magyar televíziós sorozat, 2022)
- Hotel Margaret (magyar televíziós sorozat, 2022)
- Keresztanyu (magyar televíziós sorozat, 2021)
- A rögöcsei csoda (magyar tévéjáték, 2014)
- Marslakók (2012)
- Kisváros (2000)
- A szabadságharc fővárosa (magyar ismerett. film, 2000)
- A canterville-i kísértet (magyar zenés vígj., 1987)

## Díjai, elismerései
- Mensáros László-díj (1999)
- Jászai Mari-díj (2004)
- Foto Art-díj (2010)
- Nívódíj (2010, 2016)[3][4]
- Komiszár János festőművész különdíja (2016)
- Latinovits-díj
- Debrecen Város Kultúrájáért-díj